# Ladies European Tour
Ladies European Tour er en professionel golftour for kvinder, der blev oprettet i 1979. De fleste af turneringerne spilles i Europa, men i løbet af sæsonen er tourneringen normalt også et smut omring Australien og Asien. Pengelisten på Ladies European Tour kaldes Order of Merit.

## Kvalifikation
Udover visse specielle kriterier, som f.eks. turneringssejre, er de 90 øverste spillere på Order of Merit kvalificeret til det efterfølgende års tour. Derudover kan andre spillere få visse begrænsede spillerettigheder på touren.

## Historie
Women's Professional Golf Association (WPGA) blev etableret som en del af det britiske Professional Golfers Association (PGA) i 1978, men WPGAs medlemmer stemte i 1988 for, at de ville skilles fra PGA og i stedet blive et selvstændigt forbund. De dannede Women Professional Golfers' European Tour Limited (WPGET), men i 1998 blev navnet ændret til European Ladies' Professional Golf Association, før forbundet i juli 2000 ændrede navn til det nuværende navn: Ladies European Tour.

## Vindere af Order of Merit
| År   | Spiller               | Nationalitet |
| ---- | --------------------- | ------------ |
| 2016 | Beth Allen            | USA          |
| 2015 | Shanshan Feng         | Kina         |
| 2014 | Charley Hull          | England      |
| 2013 | Suzann Pettersen      | Norge        |
| 2012 | Carlota Ciganda       | Spanien      |
| 2011 | Ai Miyazato           | Japan        |
| 2010 | Lee-Anne Pace         | Sydafrika    |
| 2009 | Sophie Gustafson      | Sverige      |
| 2008 | Gwladys Nocera        | Frankrig     |
| 2007 | Sophie Gustafson      | Sverige      |
| 2006 | Laura Davies          | England      |
| 2005 | Iben Tinning          | Danmark      |
| 2004 | Laura Davies          | England      |
| 2003 | Sophie Gustafson      | Sverige      |
| 2002 | Paula Marti           | Spanien      |
| 2001 | Raquel Carriedo-Tomas | Spanien      |
| 2000 | Sophie Gustafson      | Sverige      |
| 1999 | Laura Davies          | England      |
| 1998 | Helen Alfredsson      | Sverige      |
| 1997 | Alison Nicholas       | England      |
| 1996 | Laura Davies          | England      |
| 1995 | Annika Sörenstam      | Sverige      |